# Red Bull Big Wave Africa
Red Bull Big Wave Africa są to zawody w surfingu rozgrywane w Kapsztadzie w Republice Południowej Afryki od 1999 roku. Zawody te są sponsorowane przez firmę Red Bull produkującą napoje energetyzujące. 